# Crash Nitro Kart
Crash Nitro Kart è un videogioco di guida per PlayStation 2, GameCube, Xbox, Game Boy Advance, N-Gage e telefoni cellulari uscito nel 2003. È un seguito spirituale di Crash Team Racing ed è stato sviluppato da Vicarious Visions e distribuito da Vivendi.
Tutti i personaggi di Crash Nitro Kart sono stati aggiunti in Crash Team Racing Nitro-Fueled, così come tutte le piste da gara e le arene da battaglia.

## Trama
Una tranquilla mattina, mentre Crash fa un pisolino, Coco lavora nel suo garage e Aku Aku aiuta Crunch a perdere peso, una strana luce che scende dal cielo risucchia la casa dei Bandicoot con tutti gli abitanti.
Lo stesso misterioso raggio rapisce anche il Dr. Neo Cortex, N. Gin, Tiny Tiger e Dingodile, staccando il pezzo del castello di Cortex, la torre laboratorio, dove lo scienziato pazzo e i suoi scagnozzi cercano di trovare un nuovo modo per conquistare il mondo.
I nostri eroi si ritrovano in un altro pianeta. Mentre si chiedono che cosa sta succedendo, un enorme schermo olografico entra in funzione, rivelando il volto del loro rapitore, Velo XXVII, uno spietato imperatore del pianeta alieno. Velo giustifica il rapimento dicendo di aver sentito parlare delle abilità dei terrestri nelle corse e di aver deciso di costringerli a gareggiare per far divertire i suoi sudditi. In caso di rifiuto, la Terra verrebbe distrutta.
Di fronte alla minaccia di distruzione del loro pianeta, il gruppo di Crash e quello di Cortex si trovano costretti ad accettare. Insieme a loro ci sono altre due squadre: quella di Nitros Oxide, con gli amici gasmoxiani Zem e Zam, e quella di N. Trance, che ha ipnotizzato Polar, Dingodile e Pura.

### Finale
In questo gioco le cutscene sono suddivise tra le 2 squadre (Bandicoot e Cortex) ed è possibile rivederle dal menu principale del gioco (se si sta giocando una partita e si sta salvando il primo blocco di salvataggio in assoluto sulla Memory Card o sull'Hard Disk, ogni volta che si vedrà per la prima volta una cutscene apparirà una schermata con scritto in sovrimpressione Congratulazioni: hai sbloccato un nuovo filmato!).
Se è la squadra Bandicoot a battere Velo, l'imperatore cede a loro il suo territorio, ma Crash, avendo nostalgia di casa sua, lascia il territorio a Velo e torna a casa con i suoi fratelli Coco e Crunch.
Se è la squadra Cortex a battere Velo, l'imperatore tuttavia non vuole cedere loro il territorio. Cortex gli porta via lo scettro, che però poi si spezza in due, e fa finire lui, Tiny e il dottor N. Gin nuovamente su Terranea, davanti al tempio di Krunk.

## Modalità di gioco
Il funzionamento è sostanzialmente lo stesso di Crash Team Racing, con alcune differenze:
- In CTR ci sono 5 zone della Terra, mentre in CNK ci sono 5 pianeti (più Il Caveau, una zona sbloccabile con le 4 chiavi)
- In CTR ci sono 18 piste (16 trofei + 2 reliquie extra), mentre in CNK ci sono 13 piste (12 trofei + 1 reliquia extra)
- In CTR ci sono 5 colori dei gettoni (rosso, verde, blu, giallo e viola), mentre in CNK è stato rimosso il colore giallo, motivo per cui le gemme in CNK non sono infatti 5, ma 4
- Per quanto riguarda le coppe delle gemme, in CTR le piste corrispondono al colore del gettone che si ottiene in quella pista, e in ogni coppa della gemma ci sono 4 piste, mentre in CNK, in tutte le coppe delle gemme, le piste sono 3 e sono inserite a caso (ad esempio, nella coppa della gemma blu ci sono 2 livelli dove si ottiene il gettone verde)
- In CTR, sia completando il gioco alla massima percentuale (101%), sia battendo tutti i fantasmi di Oxide, non si sblocca il boss del gioco, ma si ottiene il Taccuino (un album con tutti i bozzetti dei 4 giochi di Crash Bandicoot prodotti dalla Naughty Dog, incluse le foto dello staff), mentre in CNK, sia completando il gioco alla massima percentuale (anche in questo caso 101%), ma con tutte e 2 le squadre protagoniste, sia battendo tutti i fantasmi di Velo, si sblocca il boss del gioco

Nella versione Game Boy Advance è presente una schermata segreta col minigioco Crash Party: facendo 10 mosse giuste di fila si otterrà un cristallo.

## Personaggi

### Personaggi giocabili

#### Squadra Bandicoot
- Crash Bandicoot
- Coco Bandicoot
- Crunch Bandicoot
- Fake Crash[N 1][N 2][7]

#### Squadra Cortex
- Neo Cortex
- N. Gin
- Tiny Tiger
- N. Tropy[N 1][N 2][7]

#### Squadra Oxide
- Nitros Oxide[N 1]
- Zem[N 1][N 2]
- Zam[N 1][N 2]
- Velo (aspetto originale)[N 1][N 2]

#### Squadra Trance
- N. Trance[N 1]
- Polar[N 1][N 2][7]
- Dingodile[N 1][N 2]
- Pura[N 1][N 2][7]

### Altri personaggi giocabili (solo versione Game Boy Advance)
- Krunk (boss 1)
- Nash (boss 2)
- Norm (boss 3)
- Geary (boss 4)
- Velo non reale (boss 5)
- Spyro

## Altre versioni
Il gioco è stato pubblicato anche per telefoni cellulari, mentre nel 2008 uscì un sequel intitolato Crash Nitro Kart 2 e venne messa in commercio una versione per iPhone e iPod touch chiamata Crash Bandicoot Nitro Kart 3D e successivamente nel 2010 Crash Bandicoot Nitro Kart 2.